# Bazancourt, Oise

Bazancourt este o comună în departamentul Oise, Franța. În 1 ianuarie 2022 avea o populație de 103 de locuitori.